# 力学
力学（英語：mechanics）是物理学的一个分支，主要研究能量和力以及它们与物体的平衡、变形或运动的关系。

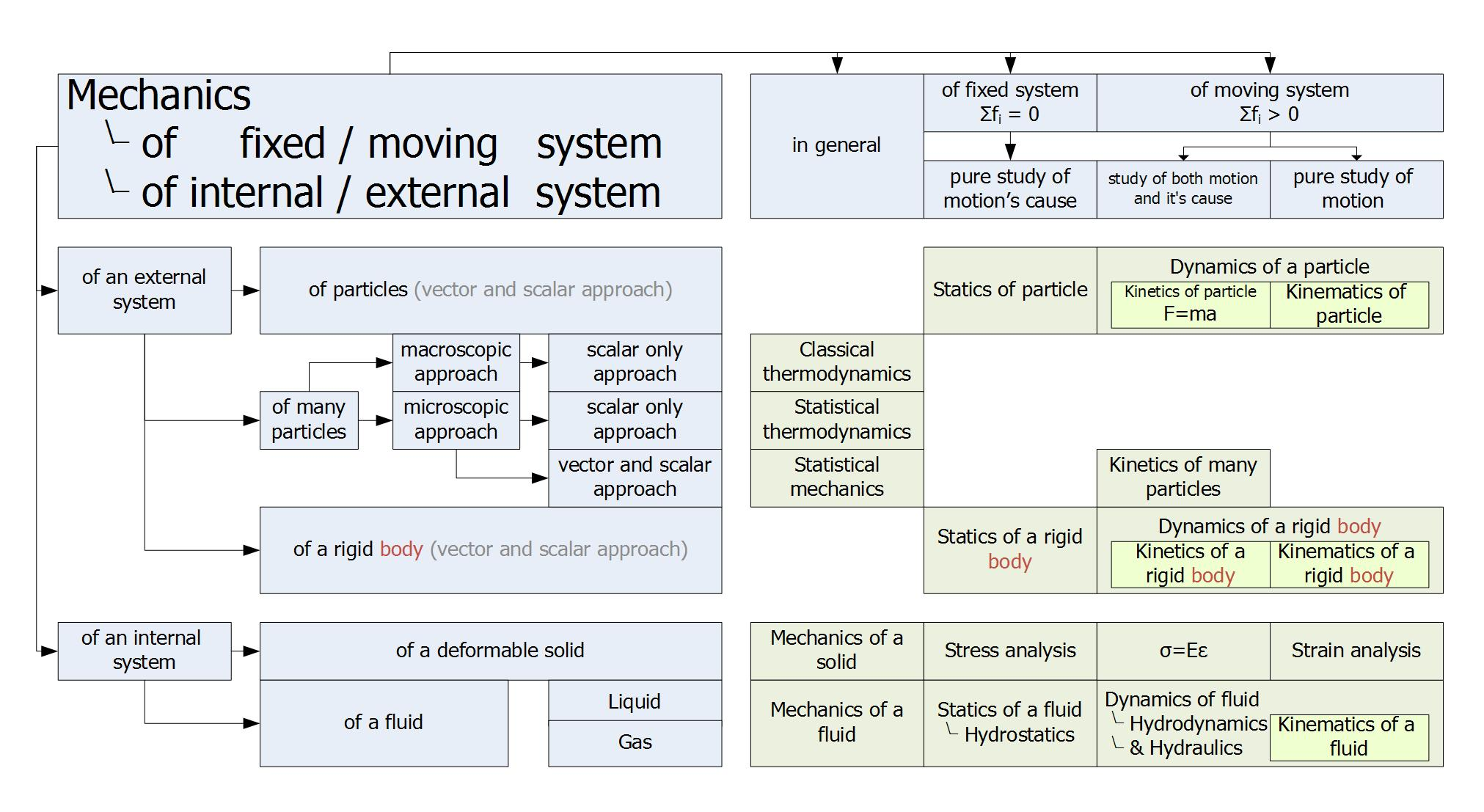
力學分支圖。

## 发展历史
隨著人们在日常劳动中使用杠杆、打水器具等次數的增多，而逐渐认识物体受力，及其平衡的情况。古希腊時代，阿基米德曾对杠杆平衡、物体重心位置、物体在水中受到的浮力等，作出系统研究，從中确定它们的基本规律，並初步奠定了静力学，即平衡理论的基础。不僅如此，古希臘科學家亞里斯多德也提出了作用力造成運動的主張，即物體不受力，必將停止。
自文藝復興之后，科學革命興起，伽利略的自由落体运动规律，以及牛顿的三大运动定律皆奠定了动力学的基础。力学从此开始成为一门科学。此后弹性力学和流体力学基本方程的建立，使得力学逐渐脱离物理学而成独立学科。直到20世纪初，在流体力学和固体力学中，实际应用與数学理论的互相结合，使得力学掘起並且创立了许多新理论，同时也解决了工程技术中大量关键性问题。

## 古典力学及量子力學
力學主要可分為古典力学及量子力學。
若以發現的時間來看，古典力学較早被發現，啟源於牛顿的三大运动定律，量子力學則是20世紀初才由許多科學家所創立。
古典力学主要研究低速或静止的宏观物体。开普勒、伽利略，尤其是牛顿是古典力学的奠基人。
量子力學應用範圍較廣，不過主要是針對微觀的物質。根據對應原理，量子數相當大的量子系統可以與古典力学中的行為模式相對應，使得量子力學及古典力学不會相衝突。量子力學可以解釋及預測分子、原子及基本粒子的許多行為。不過針對一般常見的巨觀系統，若使用量子力學會複雜到無法處理粒子間的交互作用，因此，巨觀系統透過古典力学的方式處理仍較為恰當。

## 相對論及牛頓力學
量子力學將力学延伸到经典力學以外的範圍，而愛因斯坦的廣義相對論及狹義相對論也將原來牛頓及伽利略的力學擴展到更大的範圍。在物體速度接近光速時，因相對論而產生的效應會主導物體的行為，也會使其速度不會超過光速。量子力學也需要配合相對論進行修正，量子场论就是量子力学和狭义相对论的结合。不過量子场论和广义相对论目前仍無法整合，這是大一統理論希望可以克服的問題。

## 依研究物體來分類
在力學中，常用一個稱為「物體」的名詞，而它可能是質點、拋體、太空船、星体、某些流體、某些固體、某些機械或某些土木建築。
事實上，力學中的一些分支也和所探討的「物體」特性有關。例如質點就是小的物體，其在古典力學中只被視為一個有質量的點。而剛體則有固定的大小及尺寸，不允許形變，和質點比較，剛體增加了一些稱為自由度的參數，例如在空間中的方向。
其次，物體也有可能是可允許形變的半剛體，如彈性體，或者根本沒有固定的形狀，如流體。這些物體可利用古典力學的方式研究，也可以利用量子力學來分析。
例如一顆棒球的運動常使用古典力學來分析，而原子核內質子及中子的行為則通常會使用量子力學描述。

## 主要分支學科
在物理學的研究中，也有用「場」來描述物質的行為，稱為場論。其描述方式和力學使用的方式有些不同，可分為古典場論及量子場論。不過在實務上，場論及力學要探討的內容常常有密切的關係。例如作用在物體上的力常常是因為電磁場或重力場而產生，而當物體對其他物體產生作用力時，也常常會產生場。事實上，若以量子力學的觀點，物體也是場，可以用波函數來描述。
- 經典力學（基礎力學）
  - 質點及剛體力學
    - 應用力學或稱工程力學
      - 靜力學
      - 運動學
      - 動力學

    - 分析力學
      - 拉格朗日力學
      - 哈密頓力學

  - 連續介質力學
    - 固體力學
      - 材料力學
      - 彈性力學
      - 塑性力學
      - 損傷力學
      - 接觸力學
      - 斷裂力學
      - 結構力學
      - 土力學

    - 流體力學
      - 流體靜力學
      - 流體動力學
      - 空氣力學
      - 水力學
- 生物力學
- 天體力學

## 延伸閱讀
- Robert Stawell Ball (1871) Experimental Mechanics （页面存档备份，存于） from Google books.
- Landau, L. D.; Lifshitz, E. M. . Franklin Book Company, Inc. 1972. ISBN 0-08-016739-X.

## 外部連結
- iMechanica: the web of mechanics and mechanicians
- Mechanics Definition （页面存档备份，存于）
- Mechanics Blog by a Purdue University Professor （页面存档备份，存于）
- The Mechanics program at Virginia Tech
- Physclips: Mechanics with animations and video clips from the University of New South Wales
- U.S. National Committee on Theoretical and Applied Mechanics （页面存档备份，存于）
- Interactive learning resources for teaching Mechanics
- The Archimedes Project
- Engineering Fundamental Solid & Fluid Mechanics （页面存档备份，存于）